# Алексей Казаков
Алексей Казаков е руски волейболист, централен блокировач на „Зенит“ (Казан).
Играл е за „Искра Одинцово“, „Модена“, „Тренто“, „Локомотив Новосибирск“, „Динамо Москва“ и „Урал Уфа“. Висок е 217 сантиметра, като това го прави вторият най-висок руски волейболист. Най-висок е Дмитрий Мусерский със своите 218 см. Участник в мача на звездите на Серия А1 през 2000, 2001 и 2002. Сребърен медалист от олимпиадата в Сидни през 2000 и бронзов медалист от олимпиадата в Атина през 2004. В периода 2005-2012 е неизменен участник в мачът на звездите в руската суперлига.

## Кариера
Тренира волейбол от 11-годишен. Когато е на 16, Алексей преминава в Искра Одинцово. Скоро след това е повикан и в младежкия национален отбор на Русия, с който става световен и европейски шампион. През 1996 дебютира за мъжкия национален отбор и скоро става един от лидерите на „Сборная“. На световната волейболна лига следващата година Казаков е използван като диагонал и оттогава и неизменен титуляр. През 1998 е избран за волейболист на годината в Русия. След това става вицешампион на Европа и печели световната купа с отбор на Русия. Преди началото на плейофите в италианското първенство, Алексей преминава в Модена, които стават втори в шампионата. През 2002 става шампион на Италия с Модена, а след края на сезона преминава в Тренто. След 2 сезона в Тренто, Алексей се завръща в Искра Одинцово. През есента на 2006 подписва с Урал Уфа, където играе предимно като посрещач. На такъв пост той играе и в световната волейболна лига 2007. След това не е викан в състава на „сборная“, докато през 2009 италианецът Даниеле Баниоли, треньор на Алексей в Модена през сезон 2000/01, не го връща в състава. През юли 2010 записва своя мач номер 200 за Русия. След това играе един сезон в Динамо Москва, преди да се върне в Урал Уфа през 2011. От лятото на 2013 е играч на ВК Зенит (Казан).